# Dasorgyia
Dasorgyia is een geslacht van vlinders van de familie spinneruilen (Erebidae), uit de onderfamilie Lymantriinae.

## Soorten
- D. alpherakii Grum-Grshimailo, 1891
- D. pumila Staudinger, 1881
- D. selenophora Staudinger, 1887
- D. sincera Kozhanchikov, 1950